# Episodi de I figli del vento
La serie televisiva I figli del vento, composta da un'unica stagione di 4 episodi, è stata trasmessa in anteprima negli Stati Uniti d'America dal 19 agosto 1982 al 5 settembre 1982 sulla rete televisiva NBC. 
| nº | Titolo originale        | Titolo italiano | Prima TV USA     | Prima TV Italia |
| -- | ----------------------- | --------------- | ---------------- | --------------- |
| 1  | Night Eyes              |                 | 19 agosto 1982   |                 |
| 2  | Redstone's Son          |                 | 22 agosto 1982   |                 |
| 3  | He Who Chases the Enemy |                 | 28 agosto 1982   |                 |
| 4  | A Man Called Fishbelly  |                 | 5 settembre 1982 |                 |

Template non compilato correttamente, controlla le istruzioni